# Contarinia vera
Contarinia vera är en tvåvingeart som beskrevs av Fedotova 1997. Contarinia vera ingår i släktet Contarinia och familjen gallmyggor. Inga underarter finns listade i Catalogue of Life.